# جون وارن (كرة سلة)
جون وارن (بالإنجليزية: John Warren)‏ مواليد 7 يوليو 1947 في سبارتا، هو لاعب كرة سلة أمريكي سابق. بدأ مسيرته الاحترافية في سنة 1969. تم اختياره من قبل فريق نيويورك نيكس خلال الدرافت. يبلغ طوله 6 قدم 3 بوصة (1.9 م). اعتزل اللعب في 1976. أحرز خلال مسيرته في الإن بي إيه 1814 نقطة بمعدل 6.0 نقاط في المباراة الواحدة. لعب مع نيويورك نيكس وكليفلاند كافالييرز.

## روابط خارجية
- جون وارن على موقع إن بي أي (الإنجليزية)
- جون وارن على موقع سبورتس رفرنس (الإنجليزية)
- جون وارن على موقع كلية كرة السلة في سبورتس رفرنس.كوم (الإنجليزية)
- جون وارن على موقع ريلجم (الإنجليزية)
- جون وارن على موقع بروبوليرز (الإنجليزية)